# Saatchi & Saatchi
Saatchi & Saatchi es una compañía privada global de comunicación y publicidad. Fundada por los hermanos Maurice Saatchi y Charles Saatchi cuenta con 140 delegaciones,están presentes en 76 países y con aproximadamente 6.500 empleados. Entre 1976 y 1994 la empresa fue conocida como Saatchi & Saatchi PLC. Formaba parte de los índices bursátiles NYSE (Nueva York) y FTSE 100 (Londres) hasta el año 2000 cuando fue adquirida, por 2.000 millones de dólares, por la multinacional francesa Publicis Groupe.

## Reseña biográfica

### Fundación y primeros años (1970-1975)
Saatchi & Saatchi fue fundada en Londres por los hermanos Maurice y Charles Saatchi en 1970. Después de trabajar como redactor en Benton & Bowles en 1965 en Nueva York y posteriormente en Collett Dickenson Pearce y John Collins & Partners, Charles Saatchi se asoció con el director artístico Ross Cramer para fundar la génesis de lo que se convertiría en Saatchi & Saatchi: la consultora creativa CramerSaatchi en 1967. La consultoría contrató a John Hegarty y Jeremy Sinclair y comenzó a trabajar captando directamente clientes aunque trabajaron principalmente para otras agencias. El anuncio de Sinclair "Embarazo", creado para el Consejo de Educación para la Salud, fue el primer anuncio que puso el foco sobre la pequeña agencia. 
El hermano menor de Charles, Maurice, se unió al negocio en 1970 tras la partida de Cramer lo que motivó el renombre de la compañía a Saatchi & Saatchi y se convirtió en una agencia de publicidad de servicio completo. La base del trabajo creativo se centraba en Charles Saatchi y la gestión financiera de la empresa en Maurice Saatchi. Rápidamente crearon su propia base de clientes que en 1975 incluían compañías y entidades de primer nivel como British Leyland, Cunard, Dunlop, Nestlé o el Partido Laborista. 
Paulatinamente los hermanos Saatchi comenzaron una agresiva campaña de compra de empresas de la competencia cuyo máximo ejemplo fue el control de la agencia Garland Compton. Garland Compton fue una agencia de publicidad británica fundada por Stanley Garland en 1927. En 1960 la agencia estadounidense Compton Advertising compró una participación minoritaria para forjar su propia red internacional principalmente para atender a su cliente más importante, Procter & Gamble, aunque también tenían entre su clientela grandes empresas como Bass, Gillette, Schweppes o United Biscuits. Garland Comtpon, durante estos años, había establecido una red regional de agencias y también tenían acceso a la red global de Compton. Con la fusión de Garland Compton y Saatchi & Saatchi las posiciones clave de gestión fueron tomadas por personal de Saatchi, se trasladaron las oficinas a la hasta entonces sede de Garland Compton y la nueva agencia se encontraba en las 5 principales agencias del Reino Unido por facturación.

### Saatchi & Saatchi (1975-1988)
Durante esta década Saatchi & Saatchi vivió su momento de mayor esplendor con la producción de un trabajo creativo admirado pero también proseguía con su expansión comercial global. Entre los trabajos más destacados de esta década se incluye la campaña "Labour Isn't Working" en nombre del Partido Conservador antes de las elecciones generales del Reino Unido de 1979 primera victoria de Margaret Thatcher. También se mencionarion varias campañas para la aeronáutica British Airways y la marca de cigarrillos Silk Cut. En esta época se consideraba que la agencia producía un trabajo creativo innovador, con una actitud audaz y empleando a personas que llegaron a ser la estrella de su industria.
El fin de su campaña de adquisiciones no era tanto eliminar la competencia de otras compañías publicitarias sino agregar a su oferta servicios de mercadotecnia profesional más allá de la publicidad y más tarde, un impulso a su expansión internacional, particularmente en los Estados Unidos. Entre 1972 y 1987 se adquirieron más de 35 empresas de servicios de comercialización incluidas cuatro significativas redes de agencias publicitarias, que le llevó, por ejemplo, a la compra del Grupo Tribu, fundado por Jorge Oller, en Costa Rica. Sin embargo se criticó que, a pesar del evidente éxito de la firma de contratos con nuevas compañías que contrataban sus servicios a Saatchi & Saatchi, la política de adquisiciones de otras empresas publicitarias no generaba sinergias en campañas comunes, sistematización de procesos ni mejoras en labores administrativas.
Las dificultades surgieron después de la adquisición de la agencia Bates de Estados Unidos en 1987 ya que algunos clientes percibían conflicto con otras agencias del grupo Saatchi & Saatchi. Las cuentas de las grandes empresas Warner-Lambert (68 millones de dólares), RJR Nabisco (96 millones), Michelob (38 millones), Ralston (12 millones) y McDonald's (8 millones) fueron canceladas. Esta política también fue seguida por Colgate-Palmolive, Procter & Gamble y DFS Dorland. Pese a todo la agencia publicitaria de Londres seguía siendo la número uno en ganancias en el Reino Unido en 1987 y a nivel mundial, bajo el nombre Saatchi & Saatchi Company PLC, registraba su decimoséptimo año de crecimiento consecutivo con ganancias de 124.1 millones de libras frente a los 70.1 millones de libras de 1986.
El analista de inversiones y gestor de fondos David Herro, empleado de Harris Associates L.P. (propietario del 9.6% de Saatchi & Saatchi), entabló conversaciones con el Consejo de Inversiones del Estado de Wisconsin (propietario del 8,1% de la empresa) y con General Electric (propietario del 5%) con la intención de tomar el control de la compañía y desbancar a los hermanos Saatchi. El fallido intento de adquirir el Midland Bank, por aquel entonces el cuarto banco más importante de Reino Unido con más de 2.100 sucursales e inmenso en dificultades financieras, supuso el fin de esta etapa en la compañía. Con una deuda creciente, debido a su política de adquisiciones, desavenencias entre el equipo directivo y la dificultad de controlar una empresa de volumen tan grande, el consejo de administración de Saatchi & Saatchi decididió despedir a sus dos fundadores. A finales de 1994 Herro expresó en la Junta de Saatchi & Saatchi PLC de que Maurice Saatchi debería ser destituido como presidente por su tardanza en reducir costos al mantener durante mucho tiempo costosas oficinas corporativas. En diciembre de 1994 el Consejo sucumbió a la presión de los accionistas y despidió a Maurice como presidente. En el plazo de un mes los altos ejecutivos Jeremy Sinclair, Bill Muirhead, David Kershaw, Moray McLennan, Nick Hurrell, Simon Dicketts y James Lowther también renunciaron y se unieron a Maurice Saatchi en una nueva empresa. Charles Saatchi, otro equipo de Saatchi y algunos clientes seguirían incluyendo Gallaher Group, Mirror Newspapers, Dixons y, tras una exitosa campaña, British Airways. Finalmente, en los meses posteriores los hermanos Saatchi decidieron fundar una nueva compañía publicitaria, denominada M&C Saatchi, para la que reclutaron a varias personas de Saatchi & Saatchi incluyendo su director creativo Jeremy Sinclair.

### Tras los hermanos Saatchi
Tras la salida de los hermanos Saatchi en 1995, y la posterior creación de M&C Saatchi, supuso un período de confusión para la agencia ya que los principales integrantes de la oficina de Londres abandonaron la empresa para embarcarse en la nueva empresa de los Saatchi. Cuentas por un importe de 40 millones de libras ingresos abandonaron la agencia, a los que hubo que sumar otros 11 millones de libras empleados en indemnizaciones y litigios contra los miembros del personal que se marcharon.
En 1995 Saatchi & Saatchi PLC pasó a llamarse Cordiant Communications Group y los negocios subsidiarios se dividieron en dos grupos principales: Investigación y Publicidad. La red de publicidad Saatchi & Saatchi formó la piedra angular de este último. La política de adquisiciones que caracterizó a la agencia en los años ochenta fue abandonada bajo un nuevo sistema de gestión, se vendieron varios activos de la agencia, incluida la empresa de diseño Fitch, los consultores de gestión The Hay Group y varias de las 383 oficinas adquiridas por todo el mundo adquiridas en los años ochenta.
La nueva política empresarial implementada para los nuevos propietarios era gestionar las relaciones con la base de clientes de primera línea de Saatchi & Saatchi. Entre ellos se incluían la Campbell Soup Company, Hewlett-Packard, Johnson & Johnson, Procter & Gamble, DuPont, Philip Morris y General Mills. La fuerza de esta relación fue el legado de las adquisiciones anteriores de Compton, de Bates Worldwide y de Dancer Fitzgerald Sample, cuya relación con Procter & Gamble se mantuvo desde la década de 1920. Aunque el abandono de empresas como British Airways y Mars en 1995 desestabilizaron la reputación de la agencia en Londres pero parecía no afectar las operaciones en su mercado más grande los Estados Unidos. La inclusión de nuevas empresas dedicadas a la atención médica y el aumento del gasto publicitario de los fabricantes de automóviles Toyota y Lexus permitieron un período de crecimiento constante para sus operaciones en Estados Unidos.
En 1997 Saatchi & Saatchi oficialmente eliminó "Publicidad" de su nombre tras la incorporación de Kevin Roberts veterano directivo procedente del sector de bebidas. Decisión relevante fue trasladar la sede central de la agencia desde Charlotte Street, Londres, a Hudson Street en Nueva York. Roberts redefinió a la empresa como una "empresa de ideas" y la agencia comenzó a llevar sus recursos hacia el incipiente sector de internet.